# Болков
Болков (пољ. Bolków, лат. Bolken) град је у Пољској у доњошлеском војводству (јаворски повјат). Град је седиште истоимене општине. По попису из 2002. у Болкову је живело 5715 људи.
Статус града добио је 1276. године. Град је настао на раскрсници трговачких путева из Вроцлава и Легњица до Чешке.
Изнад града се налази замак, саграђен у XIII веку. У XIV веку град је добио трг.
.

## Статистике
- становништво - 5.850 (2003)
- географска ширина - 50° 55' N
- географска дужина - 16° 06' E
- поштански код - 59-420
- позивни број - (+48) 75
- градоначелник Броњислав Анджејевски (2004)

## Демографија
| 2012. |
| ----- |
| 5.409 |

## Партнерски градови
- Боркен